# M936 AGR
M936 AGR — бразильский миномёт калибром 81 мм (3,2 дюйма), стандартный миномёт вооружённых сил Бразилии. Разработан совместно конструкторами Бразилии и Аргентины, состоит на вооружении в США и ряде стран Бразильского содружества.